# Thrips crawfordi
Thrips crawfordi är en insektsart som beskrevs av Nakahara 1994. Thrips crawfordi ingår i släktet Thrips och familjen smaltripsar. Inga underarter finns listade i Catalogue of Life.